# Organization for Rehabilitation through Training
Organization for Rehabilitation through Training (russisk: Общество Ремесленного Труда, Obchestvo Remeslenogo Truda, forkortet ORT, ) er en upolitisk jødisk organisation som blev dannet i Rusland i 1880. Formålet med organisationen var at give de fattige ghettojøders store grupper af unge bedre muligheder med henhold til beskæftigelse, sociale liv og økonomi, ved at give dem en moderne teknisk uddannelse. Organisationen blev dog forbudt nogle år efter den kommunistiske Sovjetunionen indtrådte, nemlig i 1938, men havde inden da nået at sprede sig til udlandet.